# Ligota Wielka (Oleśnica)
Pour les articles homonymes, voir Ligota Wielka.
Ligota Wielka est une localité polonaise de la gmina et du powiat d'Oleśnica en voïvodie de Basse-Silésie.